# Roberto Ranghino
Roberto Ranghino (Omegna, 11 maggio 1944 – Omegna, 20 febbraio 2019) è stato un calciatore italiano.

## Carriera
Difensore in grado di giocare indifferentemente stopper o terzino, cresce nell'Omegna per poi entrare nelle giovanili del Novara, la squadra che lo lancia nel calcio professionistico.
Dopo un campionato a Forlì, approda al Verona dove si ferma per otto stagioni, salvo una breve permanenza di un anno nella Ternana, conquistando in gialloblù la promozione nella massima serie nel 1967-1968 e dando un contributo alla lunga permanenza in Serie A del club scaligero.
A seguire, gioca per una stagione nel Castelmassa, in quarta serie, prima di concludere la sua carriera e tornare a Omegna.